# 刘丹 (女子篮球运动员)
刘丹（1987年4月24日—），中国女子篮球運動員，亦為中国国家女子篮球队成員。

## 簡歷
刘丹出生於體育世家，爸爸是原福建男篮的球员，妈妈則是辽宁女篮的队员。刘丹生下来就是个大块头，到了12岁，身高就已經有1.80米。在家里良好的篮球氛围下，刘丹走上了篮球路。她在練球不久後便有一些南方的球队邀请她加盟，但刘丹的妈妈不愿意让女儿离家太远，后来就加入了辽阳的沈部女篮。其後，她先後入选国青队、国家队。
2005年，刘丹在亚青赛中被评选为最佳球员，她更被誉为中国女篮赛场上的“小姚明”。
2010年11月，刘丹代表中國出戰廣州亞運會，參加籃球比賽，奪得金牌。